# 塩素酸バリウム
塩素酸バリウム（えんそさんバリウム、Barium chlorate）は、組成式がBa(ClO3)2の白色の結晶性固体。刺激性があり、摂取すると吐き気や嘔吐、下痢を催す。パイロテクニクスにおいて緑色を作り出すのに使われている。

## 合成
塩化バリウムと塩素酸ナトリウムの複分解によって得られる。
{\displaystyle {\ce {BaCl2\ + 2NaClO3 -> Ba(ClO3)2\ + 2NaCl}}}
より複雑な非電気分解プロセスによって合成することもできる。
{\displaystyle {\ce {BaCl2\ + Na2CO3 -> BaCO3\ + 2NaCl or BaCl2\ + 2NaHCO3 -> BaCO3\ + 2NaCl\ + H2O\ + CO2}}}
この段階ではのちに使う炭酸バリウムを合成する。
{\displaystyle {\ce {C4H6O6\ + NH4OH -> NH4C4H5O6\ + H2O}}}
この段階では酒石酸アンモニウムを合成する。
{\displaystyle {\ce {NH4C4H5O6\ + KClO3 -> KC4H5O6\ + NH4ClO3}}}
この段階では塩素酸カリウムを加え、塩素酸アンモニウムを得る。
{\displaystyle {\ce {2 NH4ClO3\ + BaCO3\ + {\mathbf {Q}}-> Ba(ClO3)2\ + 2NH3\ + H2O\ + CO2}}}
塩素酸アンモニウムに炭酸バリウムを加え煮沸すると塩素酸バリウムが生成する。

## 性質
無色の結晶であり、加熱により融点以下の250℃付近から分解が始まり、酸素を放出する。急激な加熱では爆発する。
{\displaystyle {\ce {Ba(ClO3)2 -> BaCl2\ + 3O2}}}
水溶性で、水溶液からは一水和物Ba(ClO3)2·H2Oが析出し、一水和物は単斜晶系に属し、120℃程度に加熱すると、結晶水を失って無水物になる。

## 法規制
GHSにおける酸化性固体（区分2）に該当し、各国で貯蔵や運搬に規制がある（国連番号1445）。日本では船舶安全法や航空法によってGHSに基づく規制があり、また消防法に基づく危険物第1類および毒物及び劇物取締法に基づく劇物に指定されている。他に、労働安全衛生法、大気汚染防止法にも規定がある。